# 福岡市立小呂小中学校
福岡市立小呂小中学校（ふくおかしりつおろしょうちゅうがっこう）は、福岡県福岡市西区大字小呂島字神ノ後にある公立の小学校・中学校である。

## 沿革
- 1886年（明治19年） - 小呂島神ノ下に簡易科設置
- 1899年（明治32年） - 小呂尋常小学校設立。民家を修繕し4月開校
- 1905年（明治38年） - 小呂島13番地に新校舎開校
- 1927年（昭和2年） - 小呂島61番地に校舎移転
- 1941年（昭和16年） - 糸島郡北崎村立小呂国民学校と改称
- 1947年（昭和22年） - 学制改革により糸島郡北崎村立小呂小学校と改称
- 1949年（昭和24年） - 北崎村立北崎中学校小呂島分校併設。
- 1958年（昭和33年） - 新校舎落成
- 1961年（昭和36年） - 北崎村の福岡市への編入合併により、福岡市立小呂小学校、福岡市立北崎中学校小呂分校と改称
- 1969年（昭和44年） - 中学校を北崎中学校から分離し、福岡市立小呂中学校として開校
- 1981年（昭和56年） - 現在地へ新校舎開校
- 2006年（平成18年） - 小中一貫教育発足

## 校勢・特徴
学級数および児童・生徒数（2016年5月1日現在）
- 小学校 - 複式学級2学級、児童数9人
- 中学校 - 単式学級2学級、生徒数2人

小呂島の北部にあり、小呂島（西区大字小呂島）を校区とする小中併設のへき地小規模校（5級）で、同一敷地内に小学校・中学校を有し、学校行事などの多くを小中合同で実施している。